# Protochelifer exiguus
Protochelifer exiguus es una especie de arácnido del orden Pseudoscorpionida de la familia Cheliferidae.

## Distribución geográfica
Se encuentra en Nueva Zelanda.